# Silvester Murè
Silvester Murè, slovenski rimskokatoliški duhovnik in širitelj treznosti, * 30. december 1743, Škofja Loka, † 14. maj 1810, Dobrunje.

## Življenje in delo
Rodil se je očetu Mihaelu in materi Mariji.
Srednjo šolo je dokončal v Ljubljani, bogoslovje na Dunaju, posvečen je bil leta 1767. Kaplanoval je 2 leti v Železnikih, 9 let v Šmarju pri Ljubljani, 3 leta v Mengšu. Leta 1783 je postal župnik v Kolovratu, kjer je bil do sv. Mihaela 1801, nato je prišel v Dobrunje. 
Zapisnik ljubljanskih dekanij iz leta 1788 ga hvali kot zelo zmožnega in izvrstnega govornika, četudi je bil telesno slaboten; živel je zgledno povsod, ljudje so ga radi imeli in spoštovali. V rokopisu je zapustil obširni Pogovar od pijače inu ventočejna tega Vina med enim G. Fajmoštram inu med šterjim Farmanim iz leta 1791. V njem je dobrodušni župnik z mnogimi citati iz svetega pisma in razlogi zdrave pameti poboljšal tri najhujše pijance svoje fare: kmeta Miho, gospodinjo Mico, čevljarja Lenarta in še gostilničarja Matijo. Jezik mu je preprosto narečje z obilico tujk in slovničnih napak, pravopis razodeva vpliv Marka Pohlina. Rokopisa, ki ga je P. Bohinjec prepustil uredniku DS v objavo (DS 1897, na ovitkih št. 8 do 16), ni več mogoče izslediti.
Razsvetljensko igro Pogovar od pijače inu ventočejna tega Vina med enim G. Fajmoštram inu med šterjimi Farmanim je napisal Silvester Mure kot izvirno slovensko literarno delo leta 1791, igra pa je bila objavljena šele leta 1897 in je bila doslej v slovenski literarni zgodovini prezrta. (Marjan Dolgan)